# Jambi (prowincja)
Jambi – prowincja w Indonezji, w środkowej części Sumatry. Powierzchnia 50 160 km²; 3,7 mln mieszkańców (2020); stolica Jambi.

## Historia
- VII w. – część buddyjskiego Cesarstwa Srivijaya
- XIII w. – część imperium Majapahit wschodniej Jawy
- XVI w. – utworzenie odrębnego muzułmańskiego stanu Jambi
- pocz. XVII w. – współpraca władcy Jambi z Holendrami
- pocz. XX w. – ugruntowanie się władzy kolonialnej Holendrów
- lata 1942–1945 – zajęcie Jambi przez Japończyków w czasie II WŚ
- 1950 r. – włączenie do Republiki Indonezji, jako części Środkowej Sumatry
- 1957 r. – przekształcenie regionu w prowincję

## Geografia
Większość powierzchni jest nizinna, jedynie przez zachodnią część przebiegają góry Barisan z najwyższym szczytem Sumatry – Kerinci (3805 m n.p.m.). Środkowa część jest porośnięta lasem równikowym, na wschodzie dominują tereny bagienne oraz lasy namorzynowe. Najważniejsza rzeka – Hari – przepływa przez całą długość prowincji, będąc tym samym ważnym szlakiem komunikacyjnym.

## Gospodarka
Gospodarka opiera się na rolnictwie. Uprawia się głównie ryż, kukurydzę, kauczukowiec, tytoń, palmę olejową i palmę kokosową.

## Podział administracyjny
Prowincja dzieli się na następujące kota i kabupateny:
- Kabupateny:
  - Muaro Jambi
  - Kerinci
  - Bungo
  - Merangin
  - Sarolangun
  - Tebo
  - Batang Hari
  - Tanjung Jabung Barat
  - Tanjung Jabung Timur
- Kota:
  - Jambi

## Grupy etniczne
Ludy Minangkabau i Batak stanowią większość populacji Jambi. Prowincję zamieszkują również społeczności chińskie, arabskie i indyjskie.

## Miasta
Główne miasta to stolica prowincji Jambi oraz Sungaipenuh i Simpang.